# Mejji
Mejji (franska: Mejji (CR), Mejji (Commune Rurale), arabiska: لحسينات) är en kommun i Marocko.   Den ligger i provinsen Essaouira och regionen Marrakech-Safi, i den centrala delen av landet, 400 km sydväst om huvudstaden Rabat. Antalet invånare är 7 029.